# Савельев, Василий Сергеевич
Василий Сергеевич Савельев — советский хозяйственный и государственный деятель, лауреат Государственной премии СССР за выдающиеся достижения в труде.

## Биография
Родился в 1928 году. Член КПСС.
В 1946—1991 годах — водитель, военнослужащий Советской армии, водитель панелевоза во второй колонне филиала номер 15, бригадир водителей грузовых автомобилей автокомбината № 1 управления «Мосстройтранс» Главмосавтотранса.
Инициатор почина «40-летию Великой Победы — 40 ударных трудовых недель». Инициатор внедрения перевозок железобетонных изделий на строительные площадки Москвы по часовым транспортно-монтажным графикам. В результате этого рацпредложения время простоя автомобилей при разгрузке было сокращено в 2,5-3 раза.
За большой личный вклад в высокоэффективное использование автомобильного и водного транспорта был в составе коллектива удостоен Государственной премии СССР за выдающиеся достижения в труде 1984 года.
Умер в Москве в 1991 году. Похоронен на Востряковском кладбище.

## Награды
- Орден Знак Почёта
- Орден Трудовой Славы II степени
- Орден Трудовой Славы III степени